# 더 라스무스
더 라스무스(The Rasmus)는 핀란드의 록 밴드이다. 유로비전 송 콘테스트 2022에 핀란드 대표로 참가했으며, 참가곡은 "Jezebel"이다.

## 디스코그래피

### 스튜디오 음반
- Peep  (1996)
- Playboys (1997)
- Hell of a Tester (1998)
- Into (2001)
- Dead Letters (2003)
- Hide from the Sun (2005)
- Black Roses (2008)
- The Rasmus (2012)
- Dark Matters (2017)
- Rise (2022)